# КТМ-10
КТМ-10 — представляет собой машину высокой проходимости (снегоболотоход). Машина предназначена для выполнения различных задач по перевозке грузов и людей в труднодоступные места в климатическом исполнении «У» категории 1 по ГОСТ 15150-69 (при температуре окружающей среды от −30°С до +40°С). Технические решения позволяют эксплуатировать машину в автономном режиме продолжительное время. В стандартном исполнении машина комплектуется двигателем ЯМЗ-238ВМ, гидромеханической коробкой передач, электромеханической системой управления штурвального типа. Для производства КТМ-10 используются снятые с хранения многоцелевые транспортёры МТ-ЛБ. Производство осуществляется на ОАО «Курганавторемонт» и Иркутском заводе гусеничной техники.

## Производство
После снятия МТ-ЛБ с хранения, все узлы и агрегаты снимаются и подвергаются проверке. Монтируется увеличенная кабина водителя с боковыми входными дверями и высокий пассажирский отсек (КУНГ). Дополнительно бронируется днище металлом толщиной не менее 5 миллиметров, а по периметру кузова монтируется толстостенная труба для защиты корпуса от деревьев. Монтируются новые стальные крылья из рифленого металла, а оптика обрамляется защитными стальными коробами. При сборке устанавливается новая электропроводка, двигатель ЯМЗ-238 Ярославского завода и новое сцепление. Меняются все расходные материалы, прокладки, сальники и сайлентблоки. После сборки машина грунтуется и окрашивается. По требованию заказчика могут быть использованы гусеницы РМШ (для снижения нагрузки на трансмиссию и ходовую часть, что увеличивает их срок службы) или широкие снего-болотоходные гусеницы (для уменьшения удельного давления на грунт и повышения проходимости). Перед отправкой заказчику каждый вездеход проходит обкатку с проверкой работоспособности всех систем.

## Описание
В пассажирском отсеке 8 посадочных мест или 4 спальных места.
Сцепление двухдисковое сухое, трансмиссия механическая, промежуточный редуктор одноступенчатый конический, главная передача объединённая двухпоточная. Коробка передач шестиступенчатая с передачей заднего хода. Механизм поворота планетарно-фрикционный. Бортовые передачи планетарные одноступенчатые.
Ходовая часть с независимой торсионной подвеской на шесть опорных катков с массивной шиной на каждый борт. Гусеницы мелкозвеньевые с цевочным зацеплением. Рычажное механическое управление поворотом, рабочим и стояночным тормозами. Остановочные тормоза ленточные плавающего типа. Педальный привод управления пневматическими тормозами. Рабочее давление пневматической однопроводной системы — 2,6 кг/см. Минимальный радиус поворота (теоретический по гусенице):
- на нейтрали 1,25 м
- на I передаче 2,5 м
- на II передаче 7,5 м
- на III передаче 13 м
- на IV передаче 21,35 м
- на V передаче 29,3 м
- на VI передаче 38,6 м

Система проводки электрооборудования — однопроводная с номинальным напряжением в сети 24 вольта. Средняя наработка на отказ 180 часов.

## Модификации
Основные:
- КТМ-10 — снегоболотоход предназначен для инженерных войск вооружённых сил РФ[4].
- КТМ-10Г — снегоболотоход предназначен для гражданского сектора. В основном используется для вахтовых смен, геологоразведочных партий, аварийных бригад и обеспечения других транспортных потребностей в условиях бездорожья[1].
  - Масса перевозимого груза с навесным оборудованием — 2500 кг
  - Масса буксируемого прицепа не более — 6500 кг
- КТМ-10-01Г — многоцелевой грузопассажирский снегоболотоход с двигателем ЯМЗ-238БЛ.

Дополнительные:
- УБШМ-1-20 — буровая шнековая малогабаритная установка[5]
- УБГМ-1А — буровая гидромеханизированная установка на базе КТМ-10[6]
- УБГМ-1Д — буровая гидромеханизированная установка на базе КТМ-10-01[7]
- УБГМ-1Т — буровая гидромеханизированная установка на базе КТМ-10-01[8]